# Escuela de Guerra Naval (España)
La Escuela de Guerra Naval es un centro de formación de especialidades complementarias perteneciente a la Armada Española. Tiene como finalidad impartir los cursos de perfeccionamiento que el alto mando de la Armada considere oportunos.

## Historia
La Escuela de Guerra Naval fue creada por Orden Ministerial número 83/2000, de 24 de marzo, y ha sido la sucesora de la Escuela fundada por el rey Alfonso XIII el 25 de mayo de 1925.
La academia se institularizó en Madrid debido a su dependencia y relación directa con el Estado Mayor de la Armada. En los años previos a la guerra civil su plantilla era muy reducida, aunque sus funciones se desempeñaron sin demasiadas dificultades.
En julio de 1936 la Escuela cerró sus puertas, las cuales no se reabrirían hasta 1944. A partir de su reapertura el número de trabajadores y material asignado fue muy superior al que tenía en los años previos a la guerra, y de hecho, fue in crescendo de tal manera que en el año 1959 la sede se tuvo que cambiar del Paseo de la Castellana n.º 38 a la Avenida de Burgos n.º 6 para ampliar sus instalaciones.
Hacia el año 1960 algunos cursos de la Escuela de Guerra Naval fueron impartidos a miembros tanto del Ejército de Tierra como del Ejército del Aire.
Entre el año 1999 y 2000 se preparó una reorganización de la Escuela de Guerra Naval regularizada por orden ministerial del 24 de marzo en la que se incluyeron nuevos cursos, nuevos materiales y una reestructura de la organización de la escuela que es actualmente la que rige esta academia.

## Función y finalidad
La función principal de la Escuela de Guerra Naval es el perfeccionamiento de los conocimientos de la oficialidad de la armada de España y el estudio de los distintos conocimientos sobre esta disciplina para que esta pueda ser transmitida a la totalidad de oficiales de la rama.
Sus estudios actualmente se centran en el análisis de las tácticas navales utilizadas en los conflictos que tienen lugar en el presente. Este tipo de análisis se empezaron a hacer de manera asidua como objeto de estudio y prácticas para el alumnado de la escuela con el estudio de la Guerra de las Malvinas de 1982.